# LAIR1
LAIR1 (англ. Leukocyte associated immunoglobulin like receptor 1) – білок, який кодується однойменним геном, розташованим у людей на короткому плечі 19-ї хромосоми. Довжина поліпептидного ланцюга білка становить 287 амінокислот, а молекулярна маса — 31 412.
| 10         |  | 20         |  | 30         |  | 40         |  | 50         |
| ---------- |  | ---------- |  | ---------- |  | ---------- |  | ---------- |
| MSPHPTALLG |  | LVLCLAQTIH |  | TQEEDLPRPS |  | ISAEPGTVIP |  | LGSHVTFVCR |
| GPVGVQTFRL |  | ERESRSTYND |  | TEDVSQASPS |  | ESEARFRIDS |  | VSEGNAGPYR |
| CIYYKPPKWS |  | EQSDYLELLV |  | KETSGGPDSP |  | DTEPGSSAGP |  | TQRPSDNSHN |
| EHAPASQGLK |  | AEHLYILIGV |  | SVVFLFCLLL |  | LVLFCLHRQN |  | QIKQGPPRSK |
| DEEQKPQQRP |  | DLAVDVLERT |  | ADKATVNGLP |  | EKDRETDTSA |  | LAAGSSQEVT |
| YAQLDHWALT |  | QRTARAVSPQ |  | STKPMAESIT |  | YAAVARH    |  |            |

A: Аланін

C: Цистеїн

D: Аспарагінова кислота

E: Глутамінова кислота

F: Фенілаланін

G: Гліцин

H: Гістидин

I: Ізолейцин

K: Лізин

L: Лейцин

M: Метіонін

N: Аспарагін

P: Пролін

Q: Глутамін

R: Аргінін

S: Серин

T: Треонін

V: Валін

W: Триптофан

Кодований геном білок за функціями належить до рецепторів, фосфопротеїнів. 
Задіяний у таких біологічних процесах, як адаптивний імунітет, імунітет, альтернативний сплайсинг. 
Локалізований у клітинній мембрані, мембрані.